# Ixora tubiflora
Ixora tubiflora är en måreväxtart som beskrevs av Albert Charles Smith. Ixora tubiflora ingår i släktet Ixora och familjen måreväxter. Inga underarter finns listade i Catalogue of Life.